# Bistum Steubenville
Das Bistum Steubenville (lat.: Dioecesis Steubenvicensis) ist eine Diözese der römisch-katholischen Kirche mit Sitz in Steubenville, Ohio.

## Geschichte
Das Bistum wurde durch Papst Pius XII. am 21. Oktober 1944 aus dem Bistum Columbus heraus gegründet. Es ist Suffragan des Metropolitanbistums Cincinnati.
Der erste Bischof John King Mussio gründete zudem das Priesterseminar St. John Vianney und die Franciscan University of Steubenville sowie die Steubenville Catholic Central High School. Das Bistum unterstützt maßgeblich den Ausbau des ehemaligen Gill Hospitals, dem heutigen Trinity Medical Center.
Die Kamaldulenser haben sich im Bistumsgebiet mit einer Eremitage niedergelassen.

## Weblinks

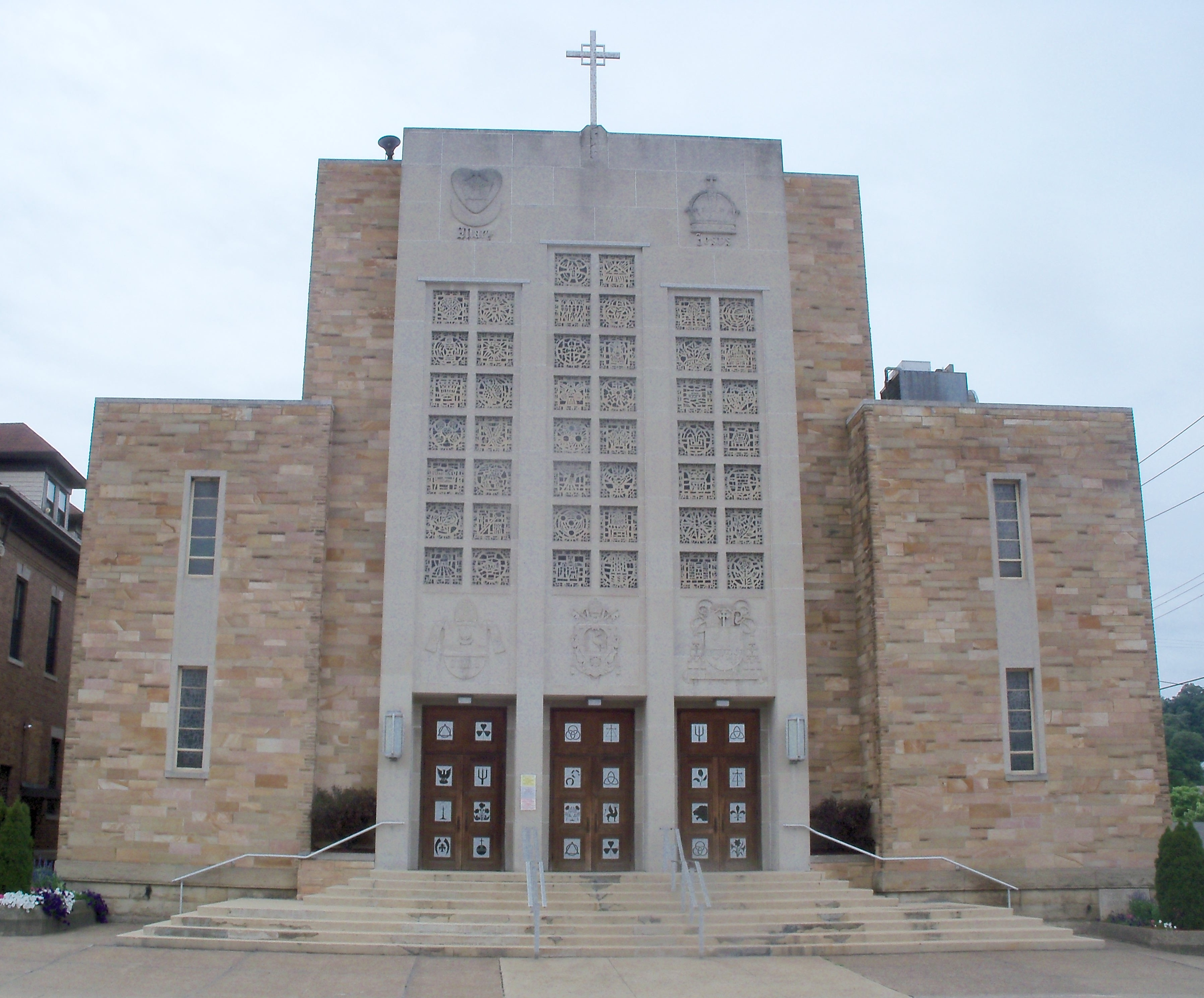
Kathedrale:Holy Name in Steubenville

## Bischöfe von Steubenville
- John Anthony King Mussio, 1945–1977
- Albert Henry Ottenweller, 1977–1992
- Gilbert Ignatius Sheldon, 1992–2002
- Robert Daniel Conlon, 2002–2011
- Jeffrey Marc Monforton, 2012–2023, dann Weihbischof in Detroit
  - Sedisvakanz seit 28. September 2023